# 沃日拉尔
沃日拉尔（法語：Vaugirard，法語發音：[voʒiʁaʁ] ⓘ）是法国原塞纳省的一个旧市镇。1830年，格勒内勒脱离沃日拉尔，成为了一个独立的市镇。1859年，《巴黎边界扩大法令》颁布，沃日拉尔与市镇贝尔维尔、格勒内勒和拉维莱特整体并入巴黎，次年生效。

## 地理
沃日拉尔（48°50'12.8"N, 2°17'44.8"E）位于今法国法蘭西島大區巴黎市第十五区，原属于塞纳省。
与沃日拉尔接壤的市镇（或旧市镇、城区）包括：原巴黎第十区、原巴黎第十一区、巴黎。
沃日拉尔的时区为UTC+01:00、UTC+02:00（夏令时）。

沃日拉尔在原塞纳省的位置

## 人口
沃日拉尔于1856年时的人口数量为26223人。